# Robin Milner
Arthur John Robin Gorell Milner (Plymouth, 13 gennaio 1934 – Cambridge, 20 marzo 2010) è stato un informatico britannico, vincitore del premio Turing nel 1991.